# Viktor Vlagyimirovics Vaszin
Viktor Vlagyimirovics Vaszin (oroszul: Виктор Владимирович Васин; Leningrád, 1988. október 6.) orosz válogatott labdarúgó.
Bekerült a hazai rendezésű 2017-es konföderációs kupán részt vevő orosz keretbe.

## Statisztika
| Válogatott  | Szezon   | Mérkőzés | Gól |
| ----------- | -------- | -------- | --- |
| Oroszország | 2010     | 1        | 0   |
| Oroszország | 2011     | 0        | 0   |
| Oroszország | 2012     | 0        | 0   |
| Oroszország | 2013     | 0        | 0   |
| Oroszország | 2014     | 0        | 0   |
| Oroszország | 2015     | 1        | 0   |
| Oroszország | 2016     | 1        | 0   |
| Oroszország | 2017     | 10       | 2   |
| Összesen    | Összesen | 13       | 2   |

## Sikerei, díjai
- CSZKA Moszkva
  - Orosz bajnok: 2012–13, 2013–14
  - Orosz kupa: 2012–13
  - Orosz szuperkupa: 2013